# Mochizuki Masato
Masato Mochizuki (sinh ngày 19 tháng 2 năm 1992) là một cầu thủ bóng đá người Nhật Bản.

## Sự nghiệp câu lạc bộ
Masato Mochizuki đã từng chơi cho FC Machida Zelvia và Azul Claro Numazu.